# Dåre

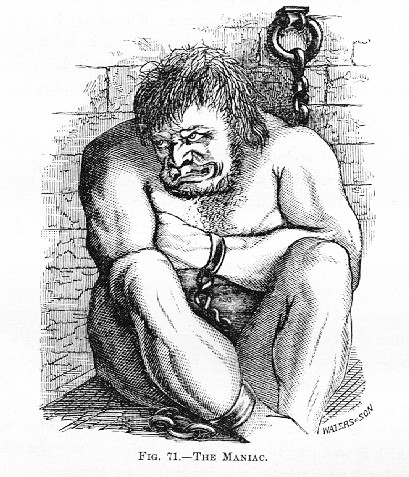
The Maniac, kopparstick av Charles Bell (1806).

Dåre är en föråldrad benämning på en sinnessjuk person, som i dag närmast skulle klassas som en person med en allvarlig psykisk störning.
Termen användes länge medicinskt, men av humanitetshänsyn började man i Sverige omkring 1850 att undvika detta ord och dess sammansättningar. I Finland skedde det senare. I båda länderna skedde förändringen först i det medicinska fackspråket, i vilket benämningen på 1920-talet var helt ur bruk. Tillsynen över de finländska hospitalen utövades av Direktionen för dårvården fram till 1878.
Sedan neuroleptika kom i bruk på 1950-talet förekommer det mycket sällan att patienter har en så långvarig dramatisk symtombild som vanligen förknippas med dårar.
Vanliga sammansättningar av ordet var dårasyl och dårhus. 